# Tênis na Universíada de Verão de 1961
O tênis na Universíada de Verão de 1961 foram disputados em Sófia, na Bulgária.

## Medalhistas

### Masculino
| Evento  | Ouro                                       | Prata                             | Bronze                                       |
| ------- | ------------------------------------------ | --------------------------------- | -------------------------------------------- |
| Simples | YUG Boro Jovanović                         | YUG Nikola Pilić                  | ROU Ion Țiriac                               |
| Duplas  | YUG Iugoslávia Boro Jovanović Nikola Pilić | JPN Japão Akutagawa Mitsuru Motoi | ITA Itália Massimo Drisaldi Stefano Gaudenzi |

### Feminino
| Evento  | Ouro                    | Prata                                   | Bronze                        |
| ------- | ----------------------- | --------------------------------------- | ----------------------------- |
| Simples | TCH Horcicková          | TCH Strachová                           | HUN Virez-Vajda               |
| Duplas  | ROU Romênia Mina Namian | TCH Checoslováquia Horcicková Strachová | HUN Hungria Fehér Virez-Vajda |

### Misto
| Evento | Ouro                                   | Prata                                 | Bronze                      |
| ------ | -------------------------------------- | ------------------------------------- | --------------------------- |
| Duplas | ITA Itália Maria Teresa Riedl Drisaldi | TCH Checoslováquia Horcicková Safarik | ROU Romênia Mina Ion Țiriac |

## Quadro de medalhas
| Ordem | País               | Medalha de ouro | Medalha de prata | Medalha de bronze |    |
| ----- | ------------------ | --------------- | ---------------- | ----------------- | -- |
| 1     | YUG Iugoslávia     | 2               | 1                |                   | 3  |
| 2     | TCH Checoslováquia | 1               | 3                |                   | 4  |
| 3     | ROM Romênia        | 1               |                  | 2                 | 3  |
| 4     | ITA Itália         | 1               |                  | 1                 | 2  |
| 5     | JPN Japão          |                 | 1                |                   | 1  |
| 6     | HUN Hungria        |                 |                  | 2                 | 2  |
| TOTAL | TOTAL              | 5               | 5                | 5                 | 15 |